# 湖のランスロ
『湖のランスロ』（みずうみのランスロ、フランス語: Lancelot du Lac）は、クレティアン・ド・トロワの著作に基づく、ロベール・ブレッソン監督による1974年の映画である。 
1974年5月の第27回カンヌ国際映画祭で国際映画批評家連盟賞を受賞した。同年9月18日、フランスにて初公開された。

## 概要
ド・トロワの『ランスロまたは荷車の騎士』や『散文ランスロ』等に基づく、聖杯探求伝説の後日譚的な性格が強い作品となっていて、他のブレッソン作品の例にもれず抑制された演出、緻密に計算された音響（騎馬の嘶き、蹄鉄、甲冑等から発せられる金属音）によって衝撃的な効果を挙げる事に成功している。ブレッソンは『湖のランスロ』の制作にあたってアーサー王伝説から超自然的な要素を取り除き、「ランスロとグニエーブル妃の不倫及び円卓の騎士モルドレッド（Mordred）の嫉妬と裏切り」を中心に据えた独自の物語として再構築した。
『スリ』に主演したマリカ・グリーンのインタビューによると、ブレッソンがすでに1950年代頃から本作品の構想を温めていた事がうかがえ、当時は品質の問題からカラーフィルムでの撮影を時期尚早であるとして断念していたブレッソン監督本人のみならずかねてよりブレッソン映画製作を夢見ていた製作者のジャン＝ピエール・ラッサムら多くの映画人にとっても念願の企画実現であったが、興行的には芳しいものではなかった。
日本では、長らく未公開であったが、1999年10月30日から行われた第12回東京国際映画祭シネマプリズム部門で開催された「レトロスペクティブ　ロベール・ブレッソン」にて限られた形で、映画祭上映された。全国規模での劇場公開については『InterCommunication』誌37号で映画公開予定のリストに載るなど度々公開が予告されたものの、永く実現には至っていなかった。しかし、2022年3月11日から、『たぶん悪魔が』と共にデジタルリマスター版が劇場公開される予定。
日本におけるビデオグラム化としては、2008年1月26日に紀伊國屋書店より「ロベール・ブレッソン DVD－BOX」（3枚組、他2作品は『たぶん悪魔が』『ジャンヌ・ダルク裁判』）として本作が収録されている。PAL変換、81分。

## 作品データ
- カラー作品（イーストマン・カラー）/上映サイズ1:1.66（ヨーロッパヴィスタ）